# Myrmeleon (Myrmeleon) leachii
Myrmeleon (Myrmeleon) leachii is een insect uit de familie van de mierenleeuwen (Myrmeleontidae), die tot de orde netvleugeligen (Neuroptera) behoort. 
Myrmeleon (Myrmeleon) leachii is voor het eerst wetenschappelijk beschreven door Guilding in 1833.